# 赵荣祏
赵荣祏（韓語：조영석，1686年—1761年），朝鲜王朝士大夫画家，曾官至中枢府检知、敦宁府都正。赵荣祏传承了尹斗绪从传统山水人物画到写实风俗画的转变，并使朝鲜风俗画做为一种画派在朝鲜画坛得以确立起来。:203-204